# Claudio Javier López
Claudio Javier «Piojo» López és un exfutbolista argentí. Va nàixer el 17 de juliol de 1974 a Río Tercero (Córdoba, Argentina). Jugava de davanter. El seu últim club fou el Colorado Rapids de la MLS.
Ha jugat a SS Lazio, i al Kansas City Wizards dels Estats Units de la Major League Soccer després d'abandonar el seu club de debut, el Racing Club de Avellaneda.

## Títols
- 1 Medalla de plata als Jocs Olímpics Atlanta'96 – Selecció argentina – 1996
- 1 Copa del Rei - València CF – 1999
- 1 Supercopa d'Espanya - València CF - 1999
- 1 Supercopa d'Itàlia - SS Lazio - 2000
- 1 Copa d'Itàlia - SS Lazio - 2004
- 1 Lliga mexicana de futbol - Club América - 2005
- 1 Copa de Campions de la CONCACAF - Club América - 2006